# Hula (Libanon)
Koordinaten: 33° 13′ N, 35° 31′ O
Hula (arabisch حولا Ḥūlā) ist ein Dorf im südlichen Libanon. Es liegt auf der südlichen Seite des Flusses Litani in einer Höhe von 750 m. Durch seine Nähe zum Grenzgebiet wurde Hula wiederholt zum Schauplatz kriegerischer Auseinandersetzungen. Im Zeitraum vom 30. Oktober bis 1. November 1948 ereignete sich hier das Massaker von Hula.